# Norfolk Admirals (AHL)
Die Norfolk Admirals waren eine Eishockeymannschaft aus der American Hockey League. Sie spielten von 2000 bis 2015 in Norfolk, Virginia, USA im Norfolk Scope (8.741 Plätze). Sie fungierten als Farmteam der Anaheim Ducks (NHL) und gingen in die San Diego Gulls über.

## Geschichte
Im Sommer 2007 endete die Zusammenarbeit mit den Chicago Blackhawks und es wurde ein Kooperationsvertrag mit den Tampa Bay Lightning aus der National Hockey League abgeschlossen, der bis 2012 bestand. Seit 2012 arbeitet man mit den Anaheim Ducks zusammen.
In der Saison 2011/12 gewann das Team erstmals den Calder Cup, nachdem es seit deren Bestehen regelmäßig die Playoffs erreicht, jedoch zuvor nie über die zweite Runde hinausgekommen war.
Im Januar 2015 gab die American Hockey League eine umfangreiche Umstrukturierung zur Saison 2015/16 bekannt, in deren Rahmen eine neue Pacific Division gegründet wurde und fünf Teams nach Kalifornien übersiedelten. Dies betraf auch die Norfolk Admirals, die fortan als San Diego Gulls firmieren. Der Name Norfolk Admirals besteht dabei als ECHL-Team weiter (Norfolk Admirals), das allerdings aus den Bakersfield Condors hervorging.

## Saisonstatistik
| Saison  | GP | W  | L  | T  | OTL | SOL | GF  | GA  | PTS | Platzierung      | Play-offs            |
| 2014/15 | 76 | 27 | 39 | –  | 6   | 4   | 168 | 219 | 64  | 5. East Division | Play-offs verpasst   |
| 2013/14 | 76 | 40 | 26 | –  | 3   | 7   | 201 | 192 | 90  | 3. East Division | 2. Runde             |
| 2012/13 | 76 | 37 | 34 | –  | 4   | 1   | 188 | 207 | 79  | 5. East Division | Play-offs verpasst   |
| 2011/12 | 76 | 55 | 18 | –  | 1   | 2   | 273 | 180 | 113 | 1. East Division | Calder Cup           |
| 2010/11 | 80 | 39 | 26 | –  | 9   | 6   | 265 | 230 | 93  | 4. East Division | 1. Runde             |
| 2009/10 | 80 | 39 | 35 | –  | 3   | 3   | 208 | 214 | 84  | 4. East Division | Play-offs verpasst   |
| 2008/09 | 80 | 33 | 38 | –  | 4   | 5   | 236 | 269 | 75  | 6. East Division | Play-offs verpasst   |
| 2007/08 | 80 | 29 | 44 | –  | 2   | 5   | 213 | 267 | 65  | 7. East Division | Play-offs verpasst   |
| 2006/07 | 80 | 50 | 22 | –  | 6   | 2   | 301 | 257 | 108 | 3. East Division | Divisions Halbfinale |
| 2005/06 | 80 | 43 | 29 | –  | 4   | 4   | 259 | 246 | 94  | 3. im Osten      | 1. Runde             |
| 2004/05 | 80 | 43 | 30 | –  | 1   | 6   | 200 | 188 | 93  | 3. im Osten      | 1. Runde             |
| 2003/04 | 80 | 35 | 36 | 4  | 5   | –   | 172 | 187 | 79  | 5. im Osten      | 1. Runde             |
| 2002/03 | 80 | 37 | 26 | 12 | 5   | –   | 201 | 187 | 91  | 1. im Süden      | 2. Runde             |
| 2001/02 | 80 | 38 | 26 | 12 | 4   | –   | 222 | 205 | 92  | 1. im Süden      | 1. Runde             |
| 2000/01 | 80 | 36 | 26 | 13 | 5   | –   | 241 | 208 | 90  | 3. im Süden      | 2. Runde             |

Legende: GP = gespielte Spiele, W = gewonnene Spiele, L = verlorene Spiele, T = unentschiedene Spiele, OTL = nach Verlängerung verlorene Spiele, SOL = nach Penalty-Schießen verlorene Spiele, GF = geschossene Tore, GA = kassierte Tore, PTS = Punkte

## Vereins-Rekorde
Tore: 41, Troy Brouwer (2006/07)
Vorlagen: 72, Martin St. Pierre (2006/07)
Punkte: 99, Martin St. Pierre (2006/07)
Strafminuten: 299, Zack Stortini (2013/14)
Gegentore-Schnitt: 1.94, Craig Anderson (2002/03)
Gehaltene Schüsse (%): 92.3, Craig Anderson (2002/03)
Tore (Karriere): 81, Brandon Bochenski
Vorlagen (Karriere): 141, Marty Wilford
Punkte (Karriere): 185, Blair Jones
Strafminuten (Karriere): 1198, Shawn Thornton
Gewonnene Spiele eines Torhüters (Karriere): 80, Dustin Tokarski
Shutouts (Karriere): 18, Michael Leighton
Spiele (Karriere): 409, Ajay Baines